# Larus
Larus designa o género a que pertence grande parte das espécies de gaivotas.
Em Portugal já foram registadas dezoito espécies de gaivotas do género Larus. Estas espécies encontram-se assinalas com um P a seguir ao nome respectivo.
A estes deve acrescentar-se ainda uma décima nona espécie, do género Rissa: a gaivota-tridáctila.

## Espécies
- Larus pacificus
- Gaivota-de-rabo-preto, Larus atlanticus
- Larus crassirostris
- Larus heermanni
- Gaivota-parda, Larus canus P
- Gaivota-de-bico-manchado, Larus delawarensis P
- Larus californicus
- Gaivotão-real, Larus marinus P
- Gaivotão, Larus dominicanus
- Gaivota-de-bering, Larus glaucescens
- Larus occidentalis
- Larus livens
- Gaivota-hiperbórea, Larus hyperboreus P
- Gaivota-polar, Larus glaucoides P
- Larus thayeri
- Gaivota-prateada, Larus argentatus P
- Gaivota-prateada-americana, Larus smithsonianus P
- Gaivota-de-patas-amarelas, Larus michahellis P

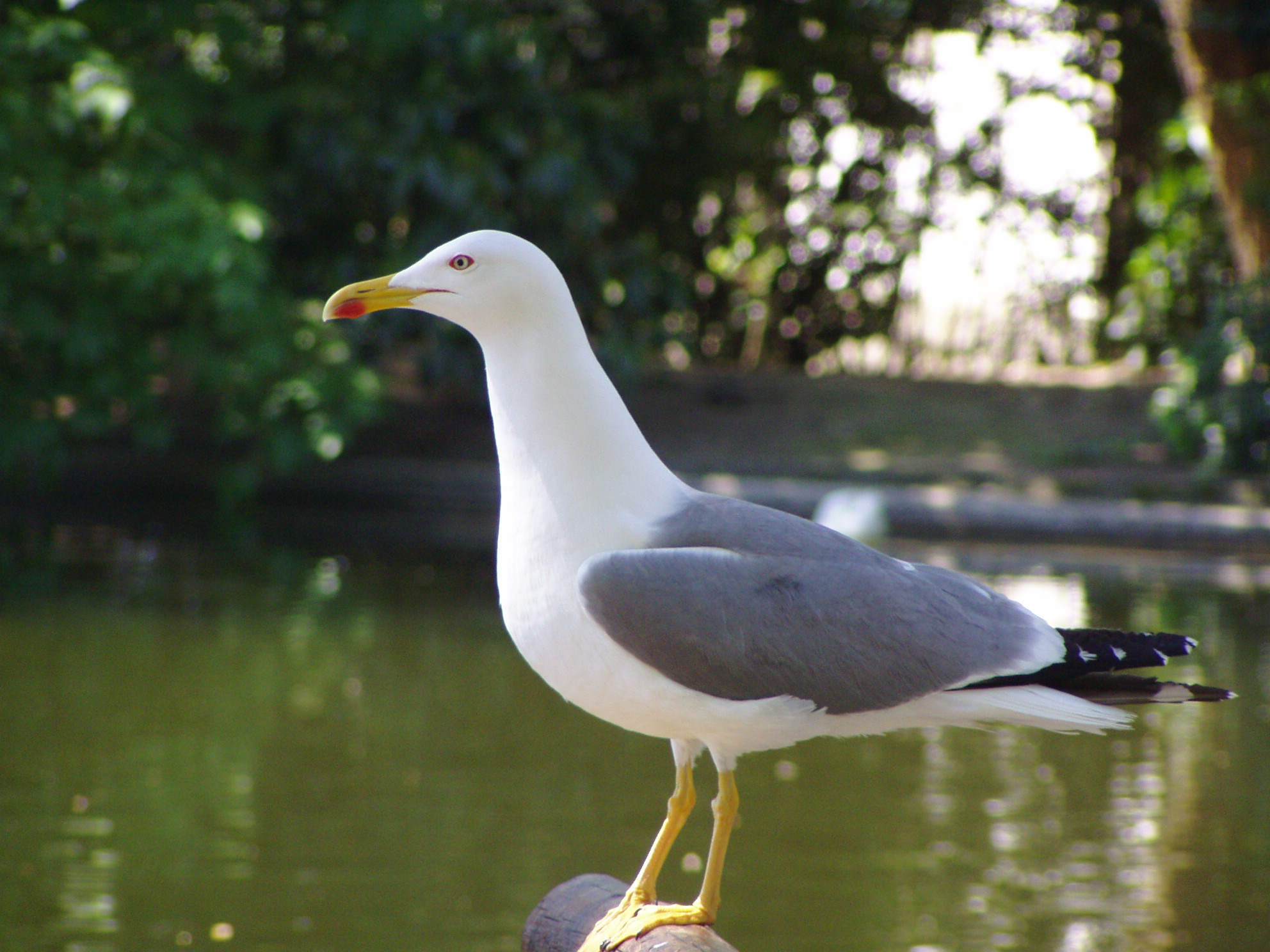
Gaivota-de-patas-amarelas

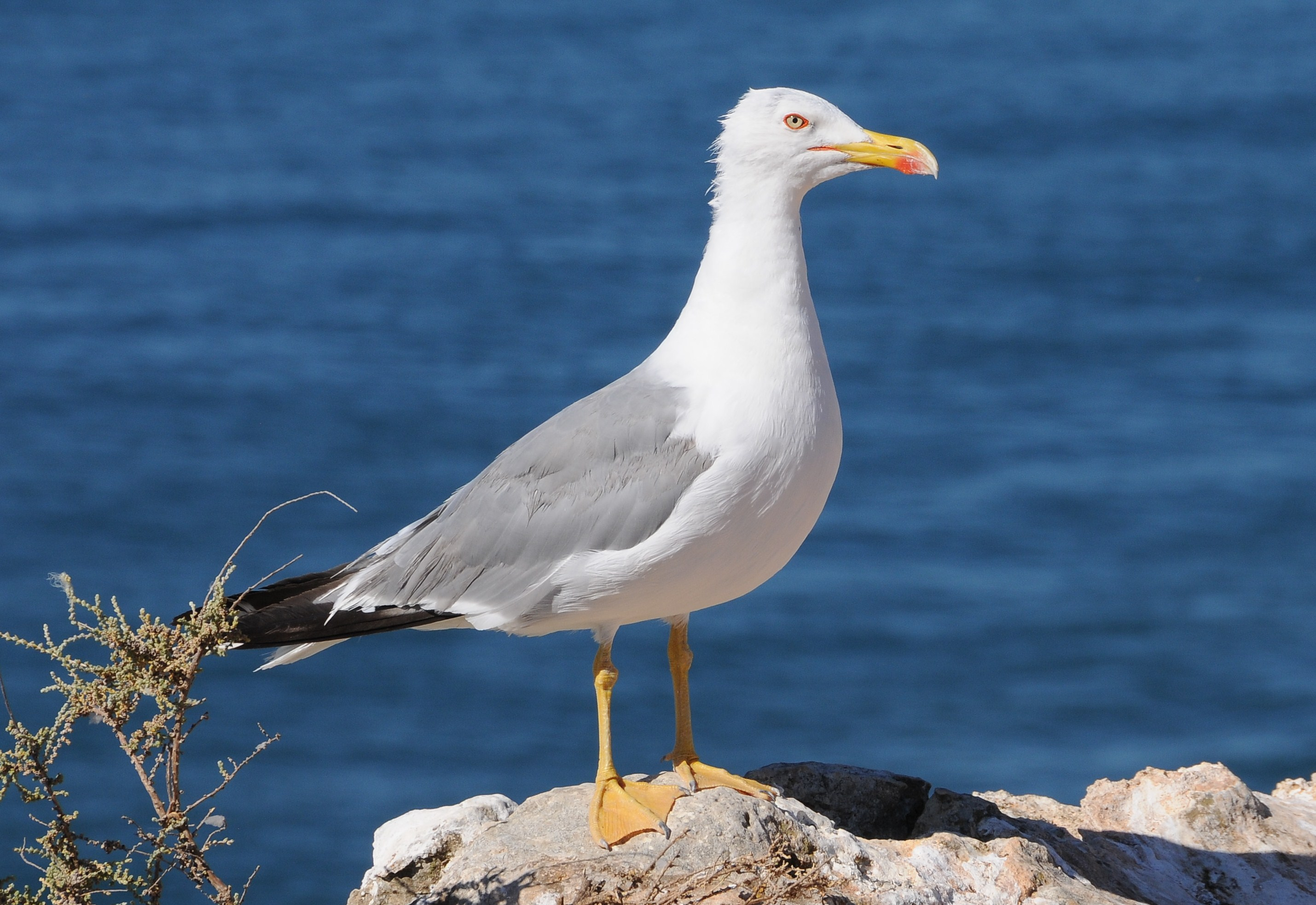
Gaivota-de-patas-amarelas

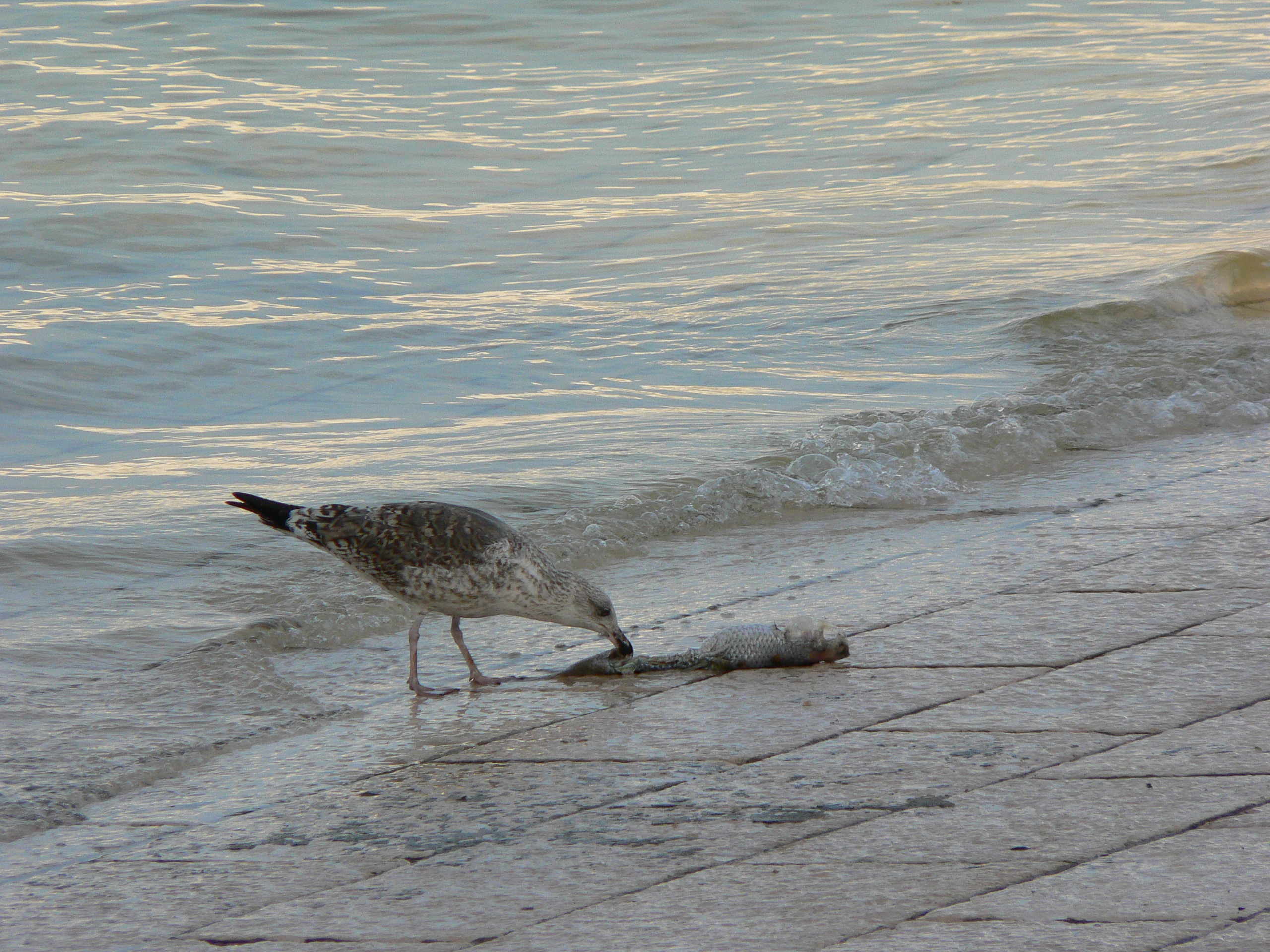
Gaivota-de-rabo-preto

- Gaivota-do-cáspio, Larus cachinnans
- Larus vegae
- Gaivota-da-arménia, Larus armenicus
- Larus schistisagus
- Gaivota-d'asa-escura, Larus fuscus P
- Gaivotão-de-cabeça-preta, Larus ichthyaetus

### Espécies actualmente incluídas noutros géneros
Estas espécies são por vezes incluídas no género Larus, mas actualmente o Congresso Ornitológico Internacional considera-as noutros:
- Género Leucophaeus:
  - Larus scoresbii (actualmente Leucophaeus scoresbii)
  - Larus modestus (actualmente Leucophaeus modestus)
  - Guincho-americano, Larus atricilla (actualmente Leucophaeus atricilla) P
  - Larus fuliginosus (actualmente Leucophaeus fuliginosus)
  - Gaivota-de-franklin, Larus pipixcan (actualmente Leucophaeus pipixcan) P
- Género Ichthyaetus:
  - Gaivota-d'olho-branco, Larus leucophthalmus (actualmente Ichthyaetus leucophthalmus)
  - Gaivota-fuliginosa, Larus hemprichii (actualmente Ichthyaetus hemprichii)
  - Gaivota-de-audouin, Larus audouinii (actualmente Ichthyaetus audouinii) P
  - Gaivota-de-cabeça-preta, Larus melanocephalus (actualmente Ichthyaetus melanocephalus) P
  - Larus relictus (actualmente Ichthyaetus relictus)
- Género Chroicocephalus:
  - Gaivota-do-índico, Larus brunnicephalus (actualmente Chroicocephalus brunnicephalus)
  - Gaivota-de-cabeça-cinza, Larus cirrocephalus (actualmente Chroicocephalus cirrocephalus)
  - Larus hartlaubii (actualmente Chroicocephalus hartlaubii)
  - Gaivota-prata, Larus novaehollandiae (actualmente Chroicocephalus novaehollandiae)
  - Larus scopulinus (actualmente Chroicocephalus scopulinus)
  - Larus bulleri (actualmente Chroicocephalus bulleri)
  - Gaivota-maria-velha, Larus maculipennis (actualmente Chroicocephalus maculipennis)
  - Guincho-comum, Larus ridibundus (actualmente Chroicocephalus ridibundus) P
  - Gaivota-de-bico-fino, Larus genei (actualmente Chroicocephalus genei) P
  - Gaivota-de-bonaparte, Larus philadelphia (actualmente Chroicocephalus philadelphia)
  - Larus saundersi (actualmente Chroicocephalus saundersi)
  - Larus serranus (actualmente Chroicocephalus serranus)
- Género Hydrocoloeus:
  - Gaivota-pequena, Larus minutus (actualmente Hydrocoloeus minutus) P
- Género Xema:
  - Gaivota-de-sabine, Larus sabini (actualmente Xema sabini) P